# Bill Cleary (ishockeyspelare)
William John "Bill" Cleary, Jr., född 19 augusti 1934 i Cambridge, Massachusetts, är en amerikansk före detta ishockeyspelare.
Han blev olympisk guldmedaljör i ishockey vid vinterspelen 1960 i Squaw Valley.